# Scala a chiocciola
La scala a chiocciola è un tipo di scala il cui percorso, circolare, prosegue con un andamento elicoidale.
Spesso, il percorso si snoda intorno a un asse centrale verticale (piantone); altre volte, manca invece il piantone per cui la scala si limita a girare intorno al cosiddetto occhio.
Le scale a chiocciola vennero ideate e realizzate in passato per accedere in cima a torri e minareti. Questo avveniva a causa della loro principale peculiarità, quella di occupare poco spazio rispetto alle scale a rampe, tanto da arrivare a essere usate anche all'interno di colonne monumentali o pilastri. Grazie a questa caratteristica, sono tuttora utilizzate.
Una scala a chiocciola può essere ottenuta sovrapponendo due rampe, ad esempio riservandone una all'ascesa e l'altra alla discesa. È questo, ad esempio, il caso della famosa scala elicoidale del Castello di Chambord (l'introduzione di questa struttura doppia viene attribuita a Leonardo da Vinci).
Le scale a chiocciola possono seguire anche un andamento a pianta quadrata.

## Terminologia

Confronto tra spirale (blu), elica (verde) ed elica conica (rossa) derivate da entrambe le curve.

A volte la scala a chiocciola viene chiamata "elicoidale" o "a spirale", sebbene quest'ultimo termine si riferisca a una tipologia simile ma diversa di scala ed è improprio usarlo come sinonimo di "scala a chiocciola". Il termine "a spirale" ha infatti una definizione più ristretta in un contesto matematico. 
In geometria un'elica è una curva nello spazio a tre dimensioni, rappresentata da una linea avvolta con un angolo costante attorno ad un cilindro. Mentre una spirale, in matematica, è una curva che si avvolge attorno a un determinato punto centrale o asse, avvicinandosi o allontanandosi progressivamente, a seconda di come si percorre la curva.
L'uso quotidiano improprio confonde i termini elicoidale e a spirale, ma la stragrande maggioranza delle scale circolari sono in realtà elicoidali. Le vere scale a spirale sarebbero strutture piatte non funzionali, sebbene si possano costruire scale a spirale elicoidali ibride funzionali. Le scale a spirale formano un cerchio completo, che corrisponde al diametro della scala stessa. La profondità di ogni gradino è uniforme e il corrimano normalmente corre lungo il perimetro. Le scale elicoidali spesso formano una "C" continua con un raggio più ampio e costante. Possono tuttavia essere ovali o ellittiche.
Le scale elicoidali, a volte chiamate nelle descrizioni architettoniche "vice", si avvolgono attorno a un montante (chiamato anche "palo centrale"). La presenza o l'assenza di un palo centrale o di un montante non influisce sulla terminologia generale applicata alla progettazione della struttura.
Le scale elicoidali in genere hanno un corrimano solo lungo il perimetro esterno, mentre sul lato interno possono avere solo un palo centrale. Una "scala elicoidale quadrata" riempie un vano scala quadrato e espande i gradini e il corrimano a formare un quadrato, dando origine a gradini disuguali (più larghi e lunghi dove si estendono in un angolo del quadrato). Una "elicoidale pura" riempie un vano scala circolare e presenta più gradini e corrimano identici e posizionati in modo simmetrico.
Le scale elicoidali presentano una chiralità, analoga a quella delle filettature delle viti, sia destrorse che sinistrorse. Un'elica destrorsa sale in senso antiorario, mentre un'elica sinistrorsa sale in senso orario (entrambe viste dall'alto).

## Geometria
Un vantaggio fondamentale delle scale a chiocciola è che possono essere molto compatte, inserendosi in spazi molto stretti e occupando un ingombro ridotto. Per questo motivo, possono essere spesso trovate in navi e sottomarini, installazioni industriali, piccoli loft e altri luoghi in cui lo spazio disponibile è scarso. Al contrario, possono essere costruite grandi scale a chiocciola che occupano ampi spazi per mostrare lusso ed eleganza. Gli architetti hanno utilizzato la forma curvilinea tortuosa come abbellimento, sia all'interno che all'esterno dei loro edifici.
Le scale a chiocciola hanno lo svantaggio di essere molto ripide se sono strette (con un raggio ridotto) o non sono supportate da una colonna centrale. Gli spazi cilindrici che occupano possono avere un diametro stretto o largo:
- Più ampia è l'elica, maggiore è il numero di gradini che possono essere inseriti per ogni giro attorno all'asse centrale. Pertanto, se l'elica ha un diametro maggiore, grazie alla presenza di una colonna di supporto centrale robusta (e di grande diametro) con uno speciale corrimano che aiuta a distribuire il carico, ogni gradino potrebbe essere più lungo e quindi l'altezza di salita tra ogni gradino potrebbe essere minore (uguale a quella dei gradini normali). In caso contrario, la circonferenza del cerchio in corrispondenza della linea di calpestio sarà così ridotta che sarà impossibile mantenere una normale profondità del gradino e un'altezza di salita normale senza compromettere l'altezza libera (la distanza verticale dal soffitto e in questo caso lo spazio sopra la testa della persona che sale le scale) prima di raggiungere il piano superiore.
- Un'elica con un piccolo diametro può ancora avere gradini più larghi vicino all'asse centrale, facendoli "vibrare". L'estremità stretta di ogni gradino a forma di cuneo rastremato viene allargata e installata in modo da sovrapporsi ai gradini adiacenti sopra e sotto[6].
- Per mantenere l'altezza libera, alcune scale a chiocciola con un diametro molto ridotto devono anche avere un'altezza di salita molto elevata per ogni gradino. In genere, si tratta di casi in cui il vano scala deve avere un diametro ridotto per adattarsi a uno spazio ristretto, oppure non deve avere alcun supporto centrale per questioni di design, o potrebbe non avere alcun supporto perimetrale. Una scala a chiocciola stretta con un palo centrale è molto efficiente in termini di spazio. Tuttavia, questo tipo di scala deve essere utilizzato con cautela, per evitare cadute pericolose.

Le scale elicoidali o circolari "a pozzo aperto" progettate dagli architetti spesso non hanno un palo centrale, ma solitamente presentano un corrimano su entrambi i lati dei gradini. Questi modelli presentano il vantaggio di una profondità dei gradini più uniforme rispetto a una scala a chiocciola stretta. Tali scale possono anche essere costruite attorno a una pianta ellittica o ovale, o persino a un nucleo triangolare o pentagonale. Priva di un palo centrale, una scala a pozzo aperto è sostenuta dal suo margine esterno o, in alcuni casi, può essere una struttura completamente autoportante e indipendente.
Un esempio di supporto perimetrale è la tromba delle scale del Vaticano o quella delle scale gotiche. Quest'ultima è stretta a causa della sua posizione, dove il diametro deve essere ridotto. Molte scale a chiocciola, tuttavia, hanno una larghezza sufficiente per gradini di dimensioni normali (200 mm), essendo supportate da una qualsiasi combinazione di un palo centrale, supporti perimetrali fissati ai gradini o sotto di essi e un corrimano elicoidale. In questo modo, i gradini possono essere sufficientemente larghi da adattarsi a gradini bassi. Nelle scale autoportanti, l'elica deve essere ripida per consentire al peso di distribuirsi in modo sicuro lungo la struttura nel modo più verticale possibile. I gradini elicoidali con colonne centrali o supporto perimetrale non presentano questa limitazione. I codici edilizi possono limitare l'uso delle scale a chiocciola a piccole aree o a usi secondari, se i gradini non sono sufficientemente larghi o hanno alzate più alte di 240 mm.
Sono possibili scale a doppia elica, con due scale a chiocciola indipendenti nello stesso spazio verticale, consentendo a una persona di salire e a un'altra di scendere senza mai incontrarsi, se scelgono eliche diverse. Ad esempio, il Pozzo di San Patrizio consente il traffico a senso unico in modo che i muli con e senza carichi possano salire e scendere senza ostacoli, mentre il castello di Chambord, il castello di Blois e la sede centrale del Crédit Lyonnais assicurano la separazione per scopi sociali.
Le scale di emergenza, sebbene costituite da pianerottoli e rampe di scale rettilinee, sono spesso funzionalmente a doppia elica, con due scale separate interconnesse che occupano la stessa superficie. Questo è spesso conforme ai requisiti di sicurezza previsti dalla legge che prevedono due percorsi di fuga antincendio indipendenti.
Il Grand Shaft (che fa parte delle difese di Western Heights a Dover) è un raro esempio di scala a tripla elica. Costruito tra il 1803 e il 1807, la sua funzione principale in tempo di guerra era quella di schierare rapidamente le truppe di difesa dalle caserme in cima alla scogliera alla riva del porto, con un dislivello di 43 metri. L'utilizzo di una tripla elica aumentava la portata del pozzo a tre volte quella di una singola scala. In epoca vittoriana, nell'uso quotidiano in tempo di pace, i suoi tre gradini erano separati tra ufficiali e le loro donne, sergenti e le loro mogli e soldati e le loro donne, con traffico a doppio senso su tutti e tre i gradini.
Le scale a chiocciola possono essere caratterizzate dal numero di giri che vengono eseguiti. Una scala a "quarto di giro" (anche detta "scala a rampa") posiziona la persona rivolta a 90° rispetto all'orientamento iniziale. Allo stesso modo, esistono scale a mezzo giro, a tre quarti di giro e a giro completo. Una scala a chiocciola continua può effettuare molti giri a seconda dell'altezza. Scale a chiocciola a più giri molto alte si trovano solitamente in antiche torri in pietra all'interno di fortificazioni, chiese e fari. Le scale a chiocciola possono essere utilizzate in combinazione con scale dritte per invertire la direzione delle scale stesse. Ciò consente un gran numero di trasformazioni e cambiamenti nella progettazione e nel design.

## Usi storici
Le prime scale a chiocciola conosciute appaiono nel Tempio A nella colonia greca di Selinunte, in Sicilia, su entrambi i lati della cella. Il tempio fu costruito intorno al 480-470 a.C.
Quando utilizzate nell'architettura romana, le scale a chiocciola erano generalmente limitate a strutture di lusso d'élite. Furono poi adottate nell'architettura ecclesiastica cristiana. Durante il Rinascimento e il Barocco, furono ideate scale a chiocciola sempre più spettacolari, eliminando prima le recinzioni murate e poi un palo centrale per lasciare un pozzo aperto. I design moderni hanno avuto una tendenza al minimalismo, culminando in scale a chiocciola realizzate in gran parte in vetro trasparente o costituite solo da gradini con un supporto visibile minimo.
C'è un'idea sbagliata comune secondo cui le scale a chiocciola nei castelli si alzassero in senso orario, per ostacolare gli attaccanti destrorsi. Mentre le scale a chiocciola in senso orario sono più comuni nei castelli che in senso antiorario, erano ancora più comuni nelle strutture medievali senza un ruolo militare, come gli edifici religiosi. Gli studi sulle scale a chiocciola nei castelli hanno concluso che "il ruolo e la posizione delle spirali nei castelli... avevano un ruolo domestico e di status molto più forte di una funzione militare" e che "ci sono sufficienti esempi di scale in senso antiorario in Gran Bretagna e Francia [nell'XI e XII secolo] per indicare che la scelta deve essere dipesa sia dalla comodità fisica che dalla praticità architettonica e non c'era alcuna ideologia militare che richiedesse scale in senso orario per combattere l'efficienza o il vantaggio".
Gli sviluppi nella produzione e nel design hanno portato anche all'introduzione di scale a chiocciola in kit. Gradini e corrimano modulari e standardizzati possono essere imbullonati insieme per formare un'unità completa. Queste scale possono essere realizzate in acciaio, legno, cemento o una combinazione di materiali.

## Galleria d'immagini

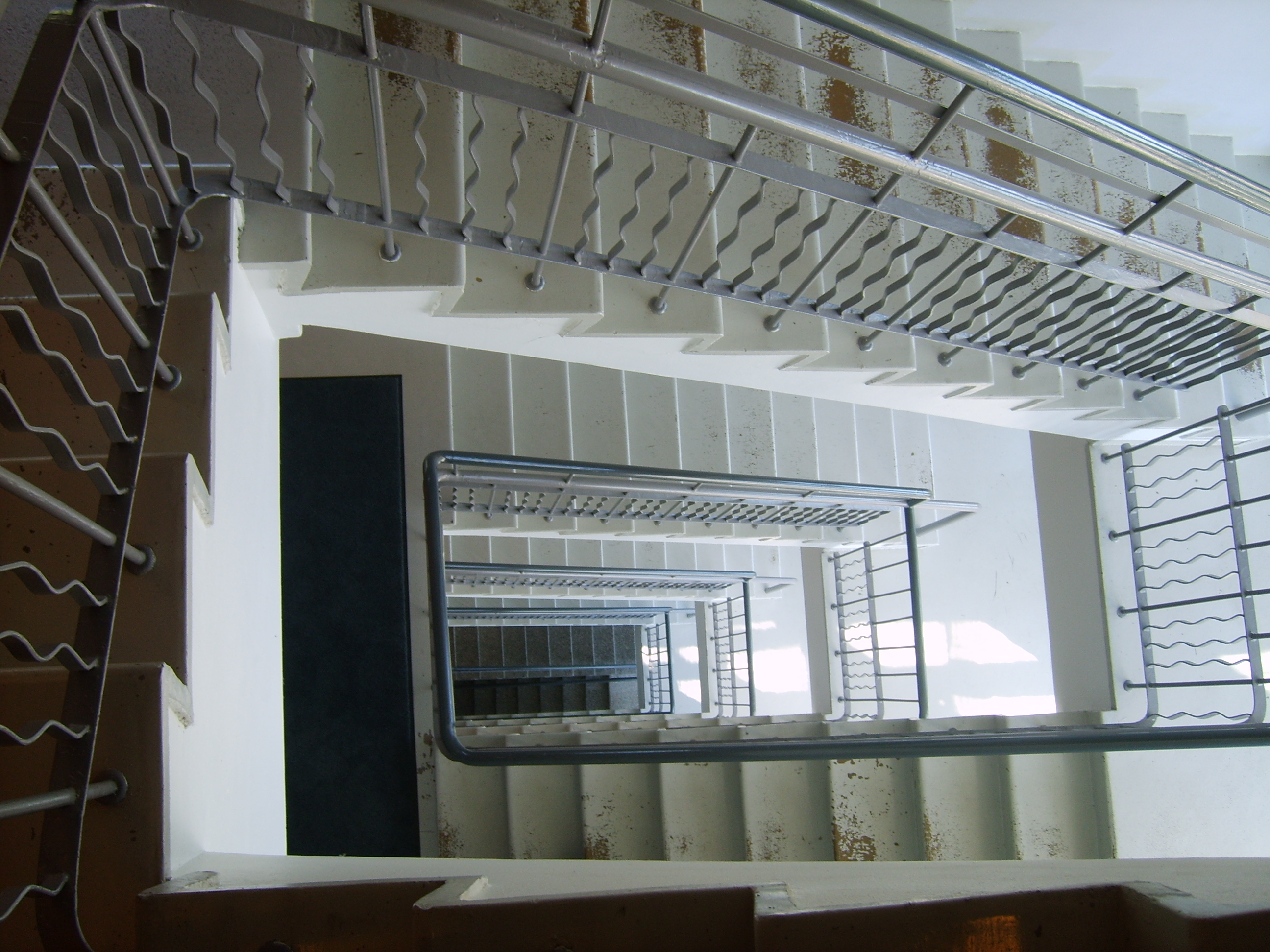
Questa scala a più rampe "a elica quadrata" è dotata di pianerottoli dove le persone possono fermarsi per riposare (Jyväskylä, Finlandia).
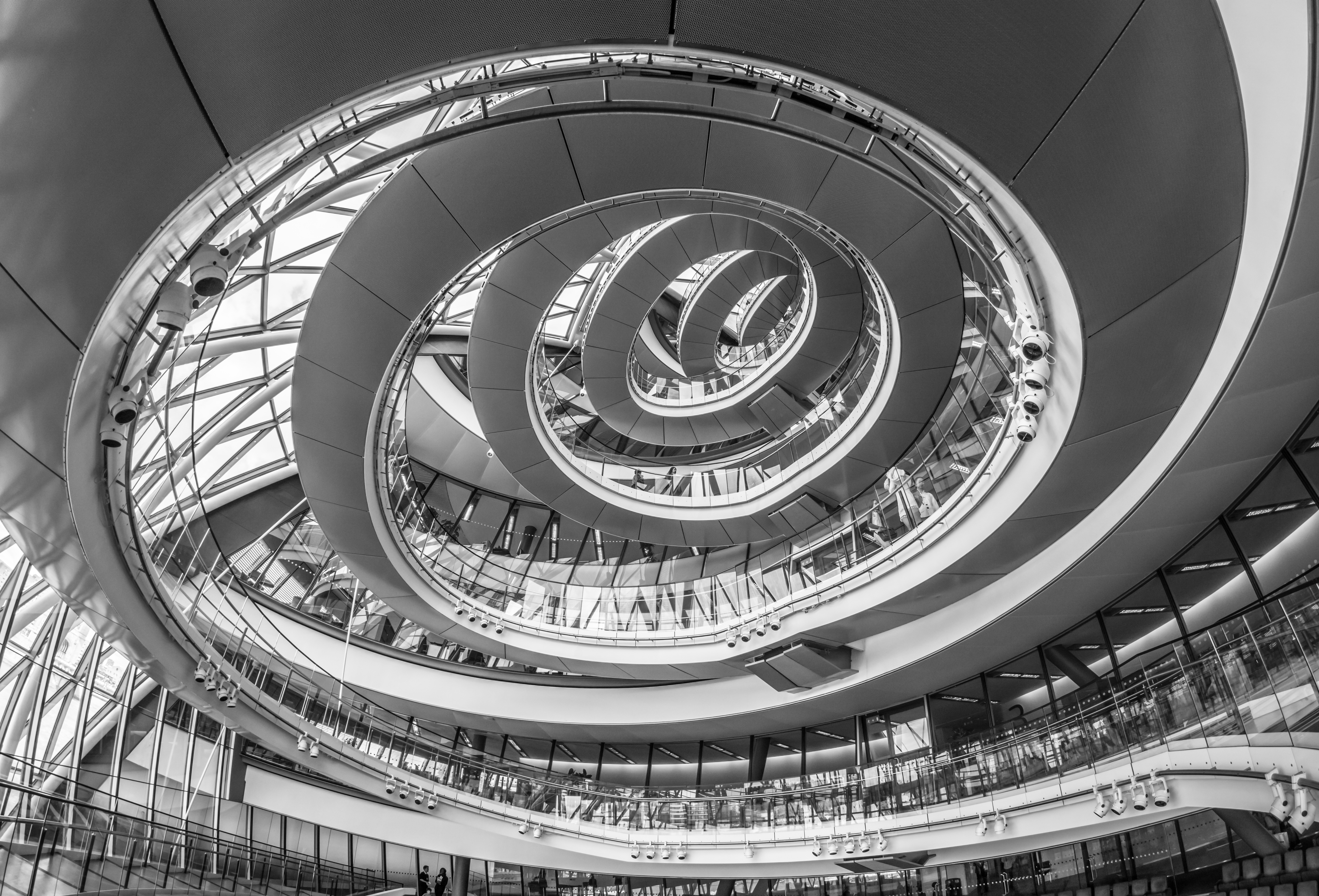
Scala a chiocciola ibrida in un ex municipio di Londra.
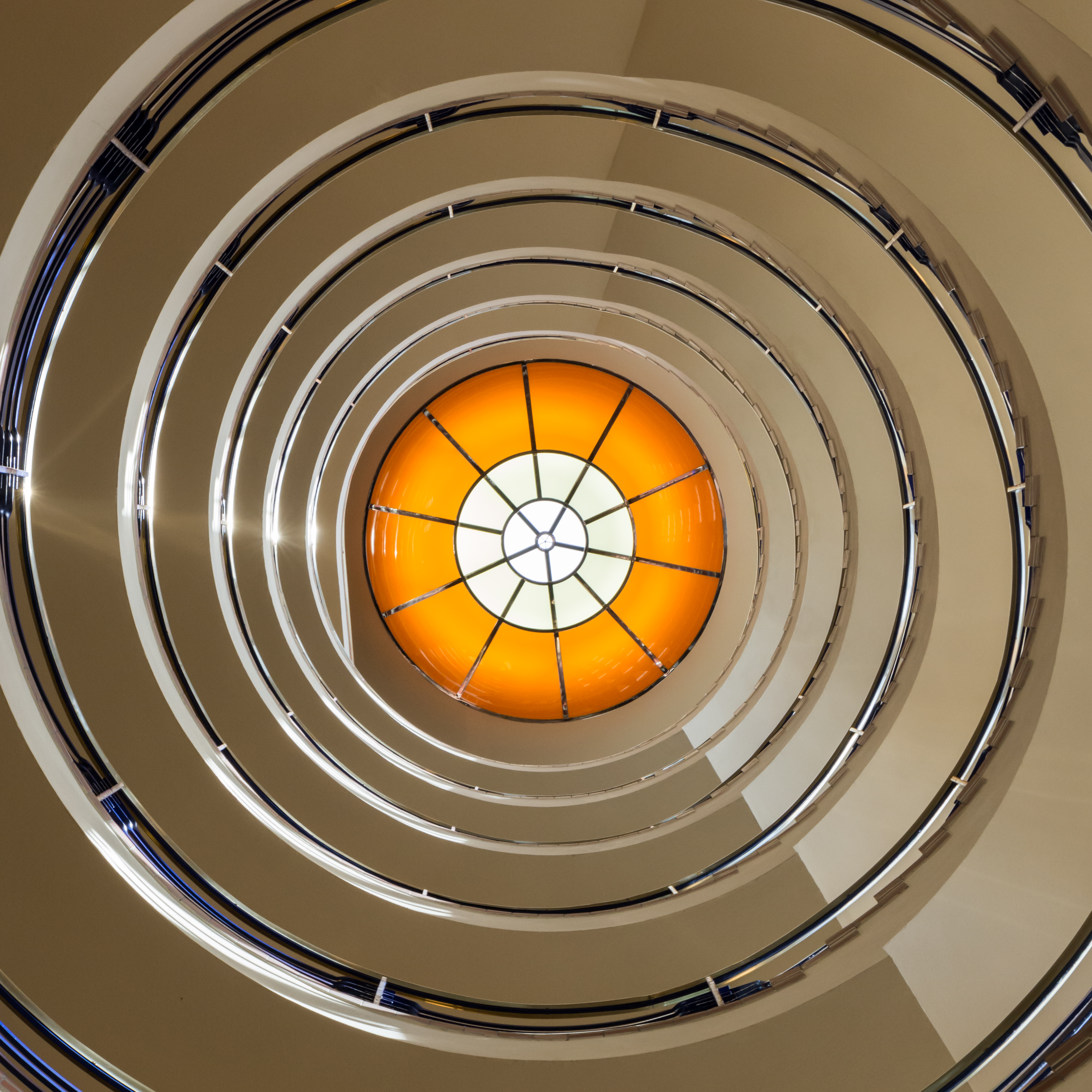
La prospettiva "in scorcio" appiattisce questa vista verso l'alto di una scala a chiocciola a pozzo aperto, trasformandola in una spirale iperbolica (Amburgo, Germania).
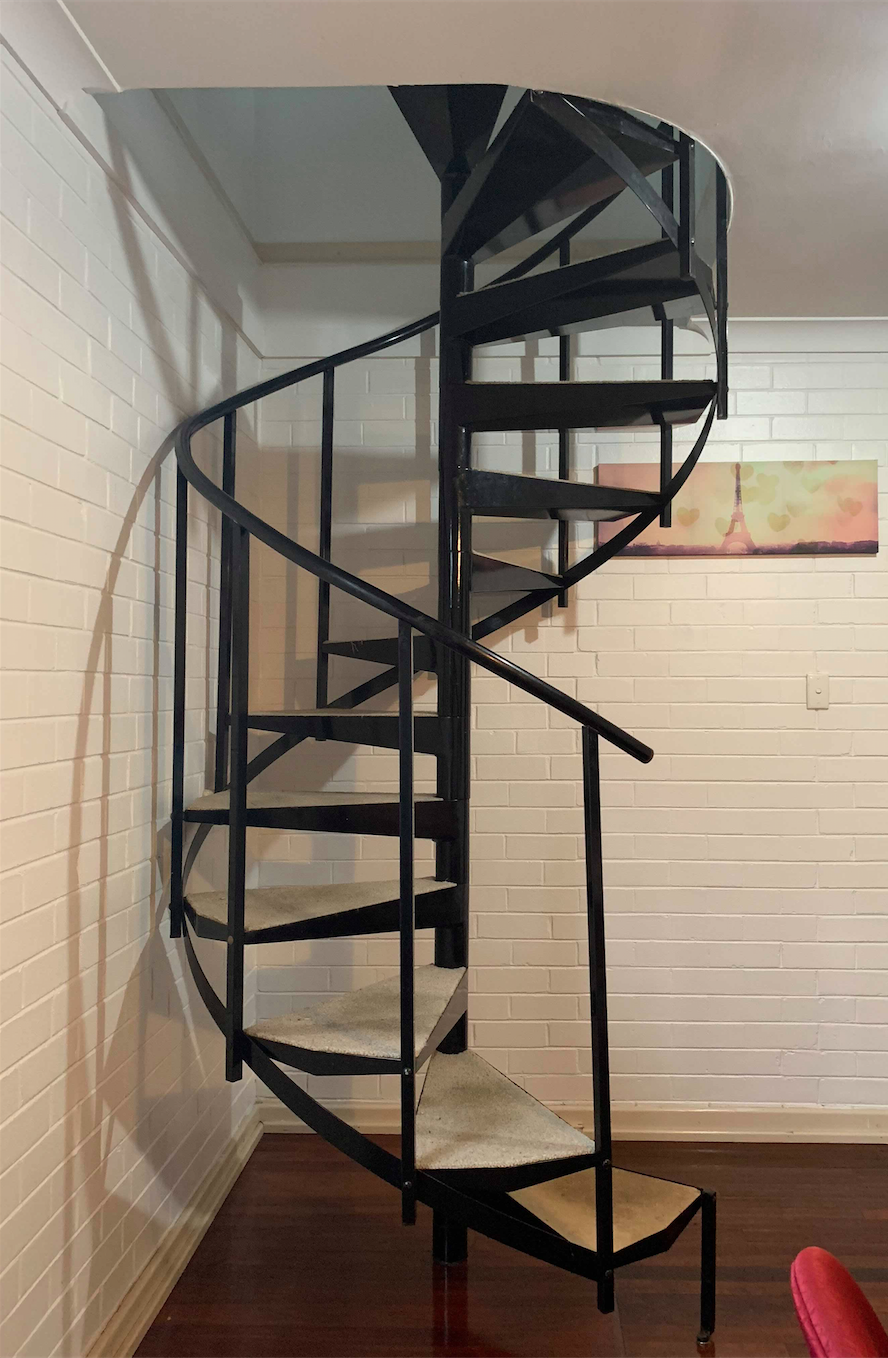
Scala a chiocciola industriale che si snoda attorno a un palo centrale.
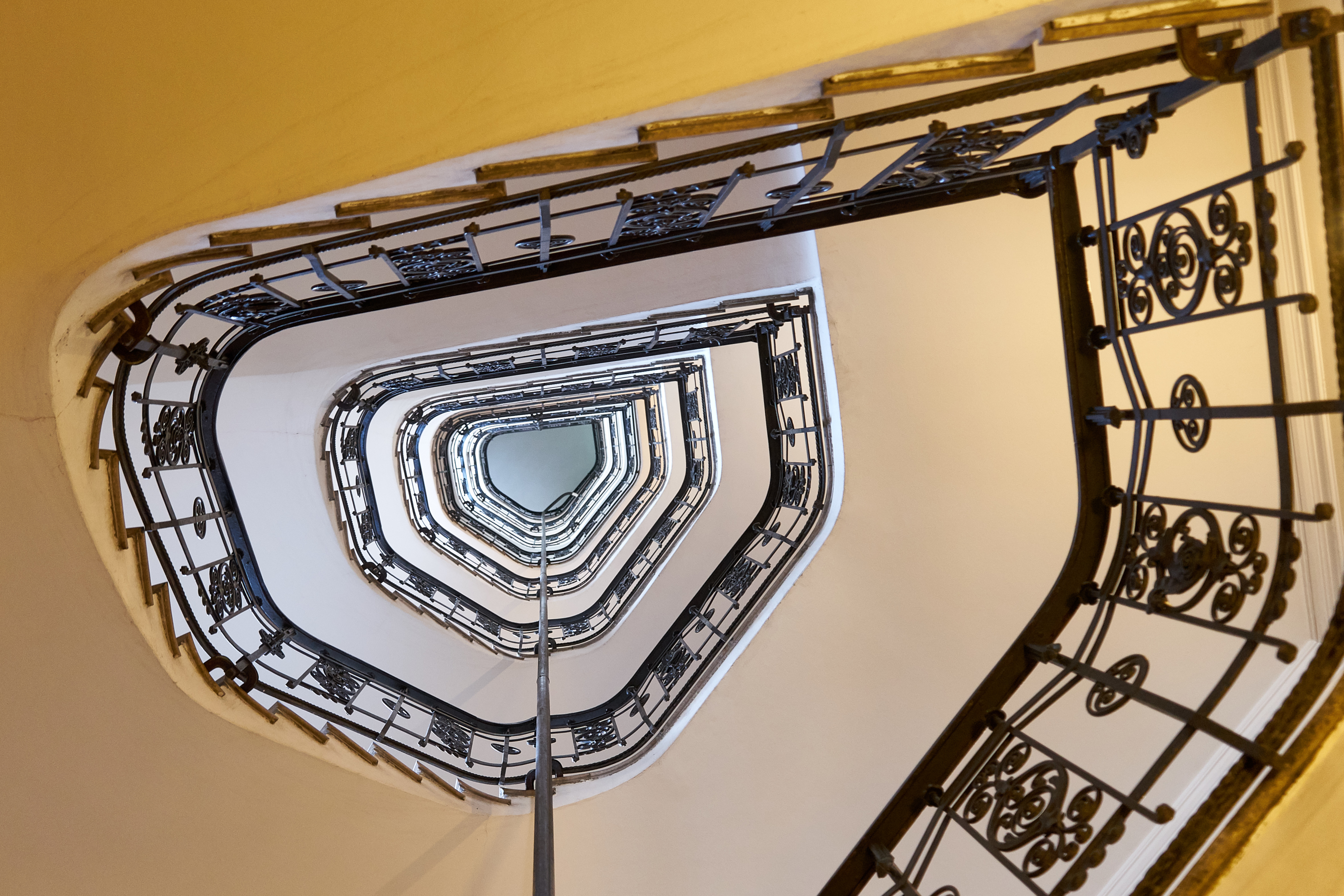
Vista dall'alto di una scala a chiocciola in stile Art Nouveau con nucleo pentagonale.
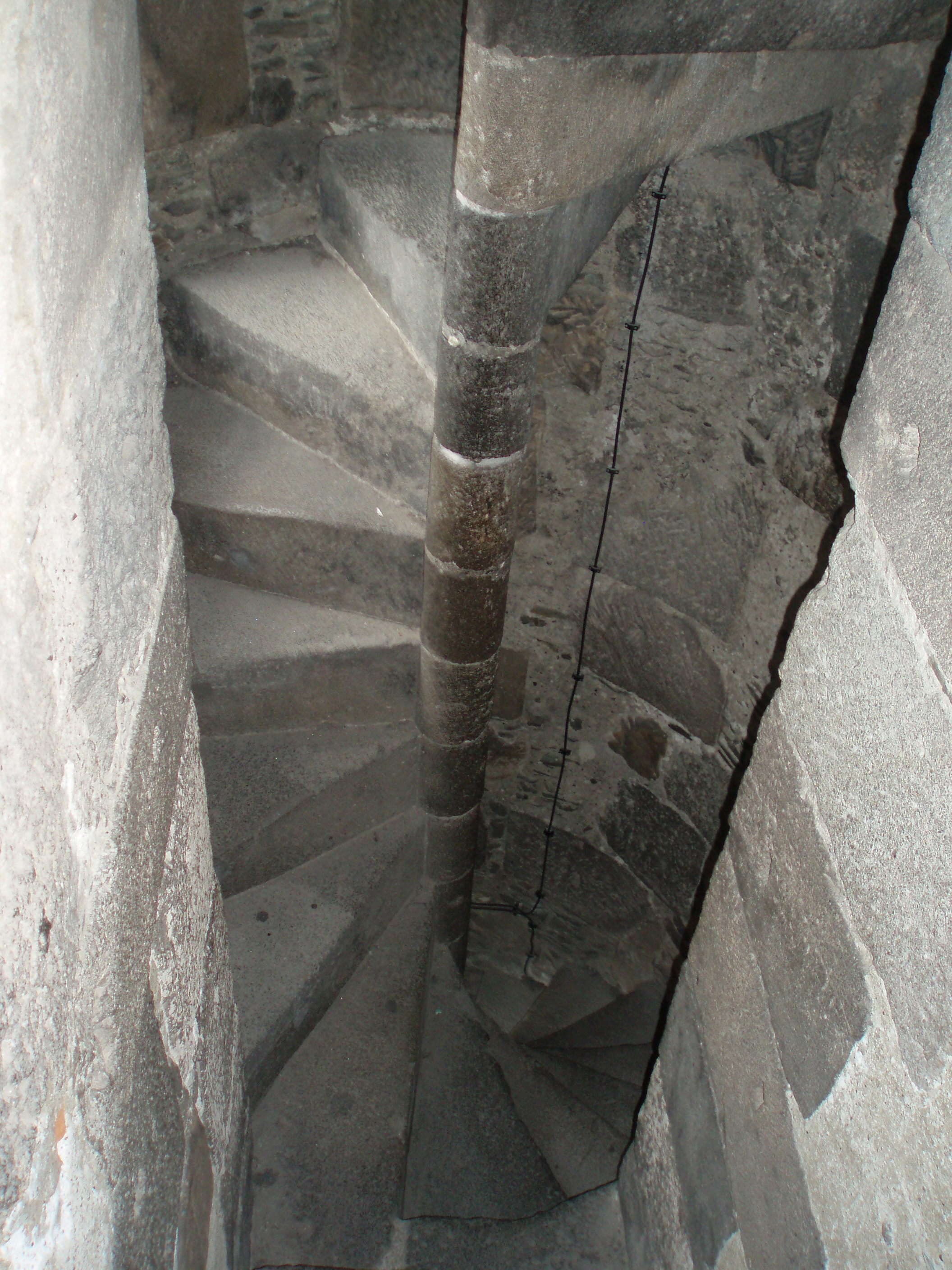
La scalinata elicoidale gotica sale in senso orario nella cattedrale di Sant'Elisabetta a Košice, Slovacchia.